# Maemo
Maemo est une plate-forme de développement pour les appareils mobiles. Elle est utilisée par les tablettes Internet Nokia N770, N800, N810 et N900.
Le 5 juillet 2009, au Gran Canaria Desktop Summit, il a été annoncé que Maemo passerait à la bibliothèque Qt au lieu de GTK+. Ceci est la conséquence du rachat de Trolltech par Nokia.
Le 15 février 2010 (annonce au World Mobile Congress de Barcelone), Maemo fusionne avec Moblin d'Intel, pour former MeeGo.

## Structure
Le développement de Maemo est réalisé avec l'outil de compilation croisée Scratchbox.
La structure de Maemo est la suivante :
| Hildon   | Hildon          | Applications | Applications |
| Matchbox |                 | Applications | Applications |
| D-Bus    | GTK+            | GTK+         | Qt           |
| D-Bus    | X Window System |              |              |
| Debian   |                 |              |              |
| Linux    |                 |              |              |

## Appareils fonctionnant sous Maemo
- Nokia 770 (mai 2005)
- Nokia N800 (janvier 2007)
- Nokia N810 (octobre 2007)
- Nokia N900 (novembre 2009)
- Optima OP5-E (décembre 2009)